# Charles Dickinson West

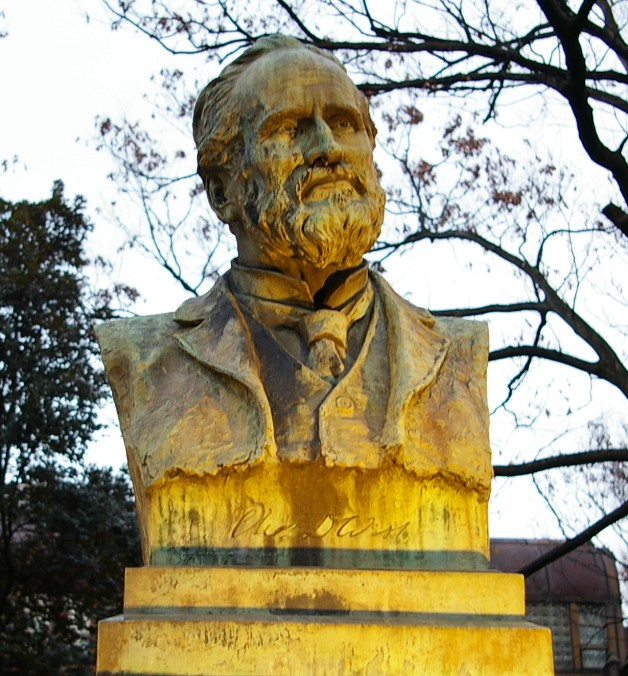
Buste en bronze de Charles Dickinson West à l'université de Tokyo.

Charles Dickinson West, né en janvier 1847 à Dublin en Irlande et décédé d'une pneumonie à l'âge de 61 ans le 10 janvier 1908 à Atami au Japon, est un ingénieur mécanique et architecte naval britannique qui fut conseiller étranger au Japon pendant l'ère Meiji.

## Biographie
Fils aîné du doyen de la cathédrale Saint-Patrick, West est né à Dublin en Irlande en 1847. Il sort diplômé en génie civil du Trinity College en 1869. Il travaille ensuite pendant cinq ans pour la Bergenhead Steel Company en Grande-Bretagne suivi de postes dans d'autres secteurs grâce auxquels il acquiert de l'expérience en construction navale, dans les aciéries et dans les machines à vapeur.
En 1882, le gouvernement japonais embaucha West en tant que conseiller étranger pour enseigner la mécanique des machines à vapeur, le dessin technique, l'ingénierie et le génie mécanique. Il remplaça Henry Dyer à la Kobu Daigakko, l'ancêtre de l'école impériale d'ingénieurs de l'université impériale de Tokyo. Il fut professeur de génie mécanique et d'architecture navale jusqu'à sa mort, 25 ans plus tard.
Pendant son séjour au Japon, il assista le département d'architecture navale de la Marine impériale japonaise. Il fut aussi conseiller pour plusieurs chantiers navals comme Mitsubishi, Kawasaki ou Osaka Iron Works.
West resta célibataire toute sa vie. Ses loisirs étaient la navigation et la photographie, d'ailleurs son importante collection de photographies est aujourd'hui conservée à la bibliothèque de l'université de Tokyo. Son journal intime et beaucoup de ses manuscrits sont aujourd'hui conservés, cela comprenait ses notes de conférences et les examens qu'il donnait à ses élèves. Pendant tout son séjour au Japon, West ne retourna qu'une seule fois en Europe. Il reçut l'ordre du Soleil levant des mains de l'empereur Meiji en 1905 pour sa contribution au cursus d'étude de l’ingénierie au Japon.
Durant un passage à Atami, une station thermale de sources chaudes, pendant l'hiver 1907, West attrapa une pneumonie et mourut peu de temps après à l'hôpital de l'université de Tokyo le 10 janvier 1908. Il fut enterré au cimetière d'Aoyama à Tokyo. Un buste en bronze à son effigie fut installé sur le campus principal de l'université de Tokyo le 19 mars 1910.

## Sources
- (en) Cet article est partiellement ou en totalité issu de l’article de Wikipédia en anglais intitulé « Charles Dickinson West » (voir la liste des auteurs).